# Johann Zarco
Johann Zarco (* 16. Juli 1990 in Cannes) ist ein französischer Motorradrennfahrer und zweimaliger Weltmeister in der Moto2-Klasse der Motorrad-Weltmeisterschaft. Zur Saison 2024 wird er für LCR Honda, für das er bereits 2019 als Ersatzfahrer fuhr, an den Start gehen. Zuletzt fuhr er drei Jahre für Pramac Racing, wo er sich mit Platz fünf in den Saisons 2021 und 2023 sein bislang bestes Gesamtresultat in der Königsklasse sicherte. Mit bislang 18 Siegen und zwei Weltmeistertiteln gehört Zarco zu den erfolgreichsten französischen Motorradrennfahrern aller Zeiten. Außerdem gewann Zarco im Jahr 2007 als erster Fahrer überhaupt den Red Bull MotoGP Rookies Cup.

## Karriere
Zarco begann seine Rennkarriere auf Pocket Bikes. 2003 traf er auf seinen Manager Laurent Fellon. Durch ihn bekam er die Möglichkeit, an Meisterschaften in ganz Europa teilzunehmen.
In seiner ersten Saison im Jahr 2004 belegte er den vierten Gesamtrang. Ein Jahr darauf wurde er Vizemeister in der Junior-Kategorie. 2006 bestätigte Zarco seine Leistung und wurde Vizemeister in der Senior-Kategorie. 2007 startete er im Red Bull MotoGP Rookies Cup. Er beendete die Saison mit sieben Podestplätzen in acht Rennen (davon vier Siege) als Meister. Zarco ist der bislang einzige Franzose, der diese Meisterschaft gewann.
Aufgrund dieser Erfolge wurde er 2008 in die „Red Bull MotoGP Academy“ aufgenommen, um in der spanischen 125-cm³-Meisterschaft zu fahren. Diese verließ Zarco allerdings noch während der laufenden Saison und folgte einer Einladung des Gabrielli-Teams für die italienische 125-cm³-Meisterschaft, wo er bei den Rennen in Vallelunga auf einer Aprilia GP startete. Zarco gewann beide Läufe.

### Motorrad-Weltmeisterschaft

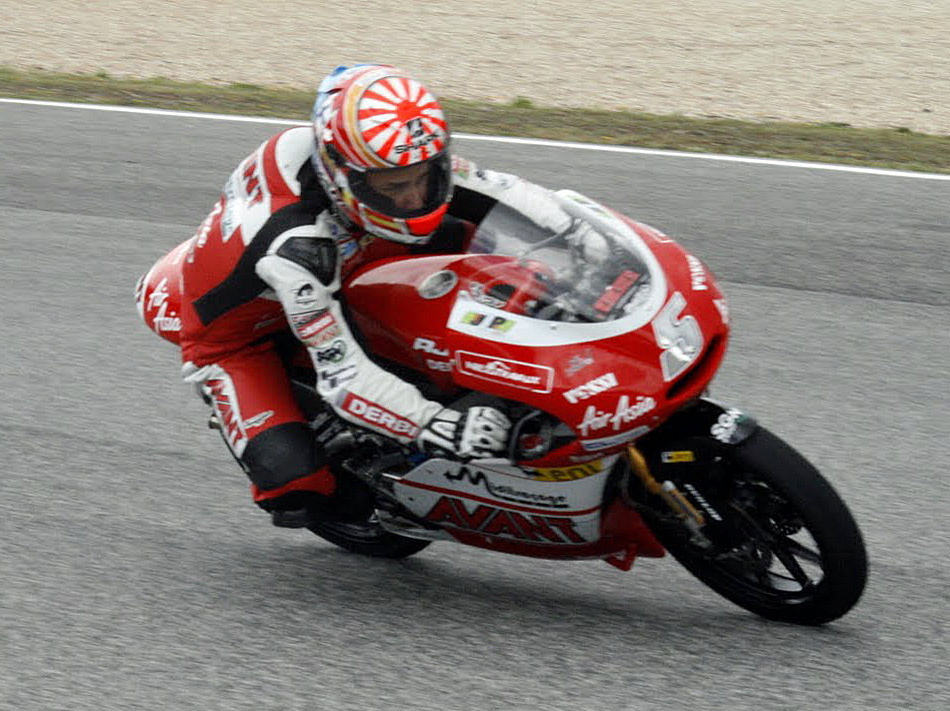
Zarco 2011 auf Derbi

#### 125-cm³-/Moto3-Klasse
2009 absolvierte Johann Zarco im WTR-San-Marino-Team auf einer Aprilia in seine erste Saison in der Motorrad-Weltmeisterschaft. Die Saison beendete er auf Rang 20, sein bestes Einzelresultat war der sechste Platz beim Großen Preis von Italien in Mugello.
Er blieb dem Team in der Saison 2010 treu und erreichte regelmäßig die Punkteränge. Bestes Einzelresultat war wiederum ein sechster Platz – diesmal beim Großen Preis von Deutschland auf dem Sachsenring. In der Gesamtwertung verbesserte er sich und belegte er mit 77 Punkten Rang elf.
2011 wechselte Zarco ins Team von Aki Ajo, in dem im Jahr zuvor Marc Márquez Weltmeister geworden war, und fuhr auf einer Derbi. Er begann die Saison mit dem sechsten Platz beim Großen Preis von Katar, worauf beim Großen Preis von Spanien sein erster Podestplatz folgte, was er beim Großen Preis von Portugal wiederholte. Nach dem fünften Platz in Frankreich fuhr er in Katalonien zwar als Erster über die Ziellinie, wurde jedoch durch eine Strafe aufgrund eines unfairen Manövers gegen den Spanier Nicolás Terol nur als Sechster gewertet. Beim Großen Preis von Großbritannien gelang ihm als Zweiter hinter Jonas Folger seine bis dahin beste Platzierung. In Italien holte Zarco seine erste Pole-Position und wurde im Rennen, nachdem er lange geführt hatte, Zweiter hinter Terol. Beim darauffolgenden Großen Preis von Deutschland fuhr er zeitgleich mit Héctor Faubel über die Ziellinie, da Faubel die schnellste Rennrunde gefahren war, wurde dieser als Sieger gewertet. Beim Großen Preis von Tschechien unterlief ihm in Führung liegend in der letzten Kurve ein Fahrfehler, sodass Sandro Cortese das Rennen gewann. Auch beim Großen Preis von San Marino lag Zarco nahezu das gesamte Rennen lang in Führung, wurde jedoch nach der letzten Kurve noch von Terol überholt. Schließlich gelang ihm sein erster Grand-Prix-Sieg beim Großen Preis von Japan in Motegi. Am Ende der Saison wurde er mit 262 Punkten hinter Nicolás Terol Vizeweltmeister in der Achtelliterklasse.

#### Moto2-Klasse
Im Jahr 2012 wechselte Zarco in die Moto2-Klasse und fuhr für das JIR-Moto2-Team. Sein bestes Einzelresultat war der vierte Platz in Portugal. Am Ende der Saison belegte er mit 95 Punkten den zehnten Gesamtrang und sicherte sich den Titel Rookie of the Year.
2013 erreichte er im Iodaracing-Team auf einer Suter mit zwei dritten Rängen seine ersten Podestplätze in der Moto2-Klasse. Mit 141 Punkten belegte er in diesem Jahr Rang neun der Gesamtwertung.
Die Saison 2014 fuhr Zarco im AirAsia-Caterham-Team. Nach schwachem Saisonbeginn mit nur acht Punkten in fünf Rennen steigerte er sich jedoch im Saisonverlauf und erreichte vier dritte Plätze und seine erste Pole-Position in der Moto2-Klasse. Im Gesamtklassement standen am Ende 146 Punkte und der sechste Platz zu Buche.
Zur Saison 2015 kehrte Zarco zurück zum Team von Aki Ajo und trat nun auf einer Kalex an. Nach dem dritten Rennen übernahm er die Führung im Gesamtklassement und gab diese bis zum Saisonende nicht mehr ab. In 18 Saisonrennen fuhr er achtmal als Sieger über die Ziellinie und erreichte insgesamt 14 Podestplätze. Zarco wurde damit zum ersten Mal in seiner Karriere Weltmeister in der Moto2-Klasse. Mit 352 Punkten am Ende der Saison stellte er zudem einen neuen Rekord in dieser Klasse auf.
2016 blieb Zarco bei Ajo Motorsport und wurde im vorletzten Rennen der Saison in Malaysia mit einem Sieg zum zweiten Mal Weltmeister der Moto2-Klasse. Er ist damit der erste in der Geschichte dieser Klasse, der zweimal den Weltmeistertitel gewann. Sieben Rennsiege und drei weitere Podestplätze verhalfen ihm zum Titelgewinn.

#### MotoGP-Klasse
Ab der Saison 2017 fuhr Zarco in der MotoGP-Klasse und ging für das Tech-3-Yamaha-Team an den Start. Bereits beim Saisonauftakt in Katar überraschte er mit Startplatz vier im Qualifikationstraining. Im Rennen führte er die ersten sechs Runden das Feld an, kam danach jedoch zu Sturz. Bereits beim fünften Saisonrennen, seinem Heim-Grand-Prix in Le Mans, erreichte Zarco mit Platz zwei hinter Maverick Viñales seinen ersten Podestplatz in der MotoGP-Klasse. Bei den letzten beiden Rennen folgten zwei weitere Podestplätze. In der Gesamtwertung belegte er mit 174 Punkten Rang sechs und sicherte sich zum zweiten Mal in seiner Karriere den Titel Rookie of the Year, diesmal in der höchsten Kategorie.
In der Saison 2018 blieb er im Team. Zarco fuhr wiederum dreimal auf das Podest und belegte mit 158 Punkten erneut Rang sechs in der Gesamtwertung.
Zur Saison 2019 wechselte Zarco ins KTM-Werksteam. An seine guten Leistungen auf Yamaha konnte er nicht anknüpfen. Er hatte Mühe, in die Punkteränge zu fahren – bestes Saisonresultat war der zehnte Platz in Katalonien. Nach 13 der 19 Rennen wurde sein Vertrag mit KTM aufgelöst, Mika Kallio fuhr die Saison als zweiter Fahrer im KTM-Werksteam neben Pol Espargaró zu Ende. Die letzten drei Saisonläufe vertrat Zarco den verletzten Japaner Takaaki Nakagami im LCR-Team von Lucio Cecchinello. Mit 30 Punkten reichte es für Zarco 2019 nur für Rang 18 in der Gesamtwertung.
2020 ging Zarco ins Avintia-Ducati-Team. Sein Teamkollege war Esteve Rabat. Beim Großen Preis von Tschechien in Brünn fuhr Zarco von der Pole-Position aus auf den dritten Platz, was für sein Team in der neunten Saison den ersten Podestplatz in der Königsklasse darstellte und auch sein bestes Saisonresultat war. Mit 77 Punkten im Gesamtklassement wurde der Franzose WM-13.
Zur Saison 2021 wechselte Zarco zum Pramac Racing Team und pilotierte dort eine aktuelle Ducati Desmosedici. Sein Teamkollege war Jorge Martín, der ebenfalls neu ins Team gewechselt war. Durch konstante Leistungen zu Saisonbeginn lag er im Gesamtklassement nach zwei Rennen in Führung. Bis zur Mitte der Saison zählte er auch zum Kreis der Titelfavoriten. Nach einer schwachen zweiten Saisonhälfte mit nur 41 Punkten in acht Rennen spielte er im Titelkampf jedoch bald keine Rolle mehr. Am Ende belegte Zarco mit 173 Punkten Rang fünf in der Gesamtwertung und erreichte insgesamt vier zweite Plätze.
Im Jahr 2022 blieb er bei Pramac Racing. Mit wiederum vier Podestplätzen, davon zwei zweiten Plätzen, belegte Zarco mit 166 Punkten in diesem Jahr Rang acht der Gesamtwertung.
Auch in der Saison 2023 ging Zarco für Pramac Racing an den Start. In den ersten sieben Rennen zeigte er konstante Leistungen. Mit einem zweiten Platz und drei dritten Plätzen lag er auf Rang vier der Gesamtwertung und zählte zum erweiterten Favoritenkreis. Während sein Teamkollege Martín weiterhin gute Leistungen zeigte und um den WM-Titel kämpfte, folgten bei Zarco acht überwiegend schwache Rennen, sodass er im Titelkampf rechnerisch keine Rolle mehr spielte. Beim 16. Saisonrennen, dem Großen Preis von Australien auf Phillip Island, gelang ihm im 120. MotoGP-Rennen seiner Karriere der erste Sieg in der Königsklasse. Zuvor war Zarco mit 19 Podestplätzen derjenige Fahrer gewesen, der mit den meisten Podestplätzen keinen Sieg erreicht hatte. In der Gesamtwertung belegte mit 225 Punkten Rang fünf.
Am 22. August 2023 wurde bekanntgegeben, dass Zarco ab der Saison 2024 für das LCR-Team auf Honda in der MotoGP-Klasse fahren wird. Er erhielt dort einen Vertrag über zwei Jahre und wurde Nachfolger von Álex Rins, der zum Yamaha-Werksteam gewechselt war.
Die Saison 2024 gestaltete sich für Zarco herausfordernd. Auf klar unterlegenem Material unterwegs, tat er sich schwer, regelmäßig in die Top 10 zu fahren. Insbesondere bereitete die Qualifikation Probleme. Erst beim Großen Preis von Aragonien zu Saisonmitte gelang ihm als erstem Hondafahrer in der Saison der Einzug in Q2. Bestes Rennergebnis war der achte Platz beim Großen Preis von Thailand. Er schloss die Saison als bester Hondafahrer auf Platz 17 der Gesamtwertung ab.

## Statistik

### Erfolge
- 2007 – Red-Bull-MotoGP-Rookies-Cup-Meister auf KTM
- 2012 – Moto2-Rookie of the Year auf Motobi
- 2015, 2016 – Moto2-Weltmeister auf Kalex
- 2017 – MotoGP-Rookie of the Year auf Yamaha
- 18 Grand-Prix-Siege
- 2024 – Sieger 8-Stunden-Rennens von Suzuka zusammen mit Takumi Takahashi und Teppei Nagoe auf Honda
- 2025 – Sieger 8-Stunden-Rennens von Suzuka zusammen mit Takumi Takahashi auf Honda

### In der Motorrad-Weltmeisterschaft
(Stand: Großer Preis von Österreich, 17. August 2025)
| Saison | Klasse  | Team                        | Motorrad       | Rennen | Siege | Zweiter | Dritter | Poles | Schn. Runden | Punkte | Ergebnis    |
| ------ | ------- | --------------------------- | -------------- | ------ | ----- | ------- | ------- | ----- | ------------ | ------ | ----------- |
| 2009   | 125 cm³ | WTR San Marino Team         | Aprilia        | 16     | –     | –       | –       | –     | –            | 32,5   | 20.         |
| 2010   | 125 cm³ | WTR San Marino Team         | Aprilia        | 17     | –     | –       | –       | –     | 1            | 77     | 11.         |
| 2011   | 125 cm³ | Avant-AirAsia-Ajo           | Derbi          | 17     | 1     | 6       | 4       | 4     | 4            | 262    | 2.          |
| 2012   | Moto2   | JIR Moto2                   | Motobi         | 17     | –     | –       | –       | –     | –            | 95     | 10.         |
| 2013   | Moto2   | Came Iodaracing Project     | Suter          | 17     | –     | –       | 2       | –     | 2            | 141    | 9.          |
| 2014   | Moto2   | AirAsia Caterham            | Caterham-Suter | 18     | –     | –       | 4       | 1     | –            | 146    | 6.          |
| 2015   | Moto2   | Ajo Motorsport              | Kalex          | 18     | 8     | 5       | 1       | 7     | 1            | 352    | Weltmeister |
| 2016   | Moto2   | Ajo Motorsport              | Kalex          | 18     | 7     | 2       | 1       | 7     | 4            | 276    | Weltmeister |
| 2017   | MotoGP  | Monster Yamaha Tech 3       | Yamaha         | 18     | –     | 2       | 1       | 2     | 4            | 174    | 6.          |
| 2018   | MotoGP  | Monster Yamaha Tech 3       | Yamaha         | 18     | –     | 2       | 1       | 2     | –            | 158    | 6.          |
| 2019   | MotoGP  | Red Bull KTM Factory Racing | KTM            | 13     | –     | –       | –       | –     | –            | 30     | 18.         |
| 2019   | MotoGP  | LCR Honda Idemitsu          | Honda          | 3      | –     | –       | –       | –     | –            | 30     | 18.         |
| 2020   | MotoGP  | Hublot Reale Avintia Racing | Ducati         | 14     | –     | –       | 1       | 1     | 1            | 77     | 13.         |
| 2021   | MotoGP  | Pramac Racing               | Ducati         | 18     | –     | 4       | –       | 1     | 2            | 173    | 5.          |
| 2022   | MotoGP  | Pramac Racing               | Ducati         | 20     | –     | 2       | 2       | 2     | 2            | 166    | 8.          |
| 2023   | MotoGP  | Pramac Racing               | Ducati         | 20     | 1     | 2       | 3       | –     | 2            | 225    | 5.          |
| 2024   | MotoGP  | LCR Honda Castrol           | Honda          | 20     | –     | –       | –       | –     | –            | 55     | 17.         |
| 2025   | MotoGP  | LCR Honda Castrol           | Honda          | 13     | 1     | 1       | –       | –     | –            | 114    | 9.          |
| Gesamt | Gesamt  | Gesamt                      | Gesamt         | 295    | 18    | 26      | 20      | 27    | 23           | 2555,5 | 2 WM-Titel  |

Grand-Prix-Siege
| Saison | Klasse  | Rennen                                                                                         |
| ------ | ------- | ---------------------------------------------------------------------------------------------- |
| 2011   | 125 cm³ | Japan                                                                                          |
| 2015   | Moto2   | Argentinien Katalonien Niederlande Tschechien Vereinigtes Konigreich San Marino Japan Malaysia |
| 2016   | Moto2   | Argentinien Italien Katalonien Deutschland Osterreich Malaysia Valencia                        |
| 2023   | MotoGP  | Australien                                                                                     |
| 2025   | MotoGP  | Frankreich                                                                                     |

Rekorde in der Motorrad-Weltmeisterschaft
- Moto2-Klasse
  - meiste Weltmeistertitel: 2 (2015, 2016)
  - meiste Podestplätze in einer Saison: 14 (2015) 1
  - meiste Podestplätze in Folge: 12 2
  - meiste Punkte in einer Saison: 352 (2015)
  - größter Vorsprung auf den WM-Zweiten: 118 Punkte (2015)

Anmerkungen:

### 8-Stunden-Rennen von Suzuka
| Jahr | Team      | Teamkollege 1    | Teamkollege 2 | Motorrad             | Position |
| ---- | --------- | ---------------- | ------------- | -------------------- | -------- |
| 2024 | Honda HRC | Takumi Takahashi | Teppei Nagoe  | Honda CBR1000RR-R SP | 1.       |
| 2025 | Honda HRC | Takumi Takahashi | –             | Honda CBR1000RR-R SP | 1.       |